# أنتوني هيوز
أنتوني هيوز (بالإنجليزية: Anthony Hughes)‏ (3 أكتوبر 1973 بليفربول في المملكة المتحدة - ) هو لاعب كرة قدم بريطاني في مركز الدفاع. لعب مع نادي كرو ألكساندرا ونادي موركامب وWinsford United F.C. ‏.

## وصلات خارجية
- أنتوني هيوز على موقع الاتحاد الدولي (مؤرشف)  (الإنجليزية)
- أنتوني هيوز على موقع قاعدة بيانات كرة القدم.إي يو (الإنجليزية)